# آردیسا
آردیسا (به اسپانیایی: Ardisa) یک دهستان در اسپانیا است که در استان ساراگوسا واقع شده‌است. آردیسا ۲۷ کیلومتر مربع مساحت و ۸۲ نفر جمعیت دارد.